# Jennifer Parker
Jennifer Jane Parker è un personaggio immaginario della trilogia di Ritorno al futuro. Nel primo episodio è interpretata da Claudia Wells, negli altri due da Elisabeth Shue. Jennifer è un personaggio secondario nella trilogia: la fidanzata del protagonista Marty McFly.

## Biografia del personaggio
Come dice una poliziotta in Ritorno al futuro - Parte II, Jennifer Parker è nata nel 1968. Nel 1985 frequenta l'Hill Valley High School, insieme al suo fidanzato Marty McFly.
Alla fine di Ritorno al futuro, "Doc" Emmett Brown porta lei e Marty nel futuro con la macchina del tempo DeLorean, nel 2015. Mentre è lì, Jennifer dà un'occhiata al suo triste futuro con Marty. Nel cogliere la discussione di altri personaggi, lei capisce che Marty ha avuto un incidente che ha rovinato la sua vita. Jennifer lo sposa più che altro perché prova pena per lui, con una cerimonia che la inorridisce, svoltasi nella "Cappella dell'Amore" di Las Vegas. . Comunque questo oscuro futuro viene cancellato alla fine di Ritorno al futuro - Parte III, ed il futuro di Jennifer e Marty è sconosciuto.
Al contrario della famiglia di Marty, che viene descritta nei minimi dettagli nella trilogia, si conosce molto poco della famiglia di Jennifer. Suo padre compare brevemente in macchina nel primo film, quando la viene a prendere, ma non viene detto il suo nome. Si sa che almeno una nonna di Jennifer è ancora viva. Comunque non si vede e non viene detto il nome nella serie, ma viene solo menzionata nei dialoghi. .
Altre notizie comunque della famiglia di Jennifer vengono date nel gioco Back to the Future: The Game della Telltale Games, in cui si fa la conoscenza di Danny Parker (il nonno paterno) che è ufficiale di polizia a Hill Valley negli anni '30. Si scopre inoltre che in una delle versioni alternative del 1986, la ragazza è diventata una ribelle ed è fidanzata non più con Marty, bensì con Needles (nel 2015 collega di Marty, che lo convinse a falsificare la carta di credito, causandone il licenziamento), che lavora invece nel SoupMo, bigotta e vegetariana variante del caffè '80.

## Concezione e sviluppo
Il personaggio di Jennifer Parker veniva chiamato Suzy Parker nella sceneggiatura originale della trilogia. Il regista Robert Zemeckis cambiò il nome in Jennifer in segno di gratitudine dopo che la figlia dell'avvocato Larry H. Parker, Jennifer, ebbe la capacità di vincere una causa legale per violazione di copyright in favore di Zemeckis.
Il personaggio fu interpretato da Claudia Wells in Ritorno al futuro. Wells non fu disponibile per gli episodi successivi per motivi personali e il ruolo venne assegnato ad Elisabeth Shue. Di conseguenza, la scena finale di Ritorno al futuro, che porta a Ritorno al futuro - Parte II e che viene mostrata all'inizio del film, dovette essere girata di nuovo con Elisabeth Shue che prendeva il posto di Wells. Nell'omonima serie animata la voce di Jennifer (nella versione originale) è di Cathy Cavadini.
All'inizio l'attrice scelta per interpretare il ruolo di Jennifer Parker fu Melora Hardin, ma dovette rinunciare poiché era troppo alta rispetto a Michael J. Fox, che rimpiazzò Eric Stoltz nel ruolo di Marty McFly. I produttori pensarono che la fidanzata di Marty McFly doveva essere uguale o più bassa, altrimenti la coppia non sarebbe sembrata abbastanza buona. Perciò, venne sostituita con Claudia Wells, che non era molto alta rispetto a Michael J. Fox.